# Victor Sarkis
Victor Sarkis (n. 18 de marzo de 1991) es un jugador de snooker brasileño.

## Biografía
Nació en Brasil en 1991. Es jugador profesional de snooker desde 2022. No se ha proclamado campeón de ningún torneo de ranking. Tampoco ha logrado hilar ninguna tacada máxima.